# چره‌سارا
چره‌سارا (به ایتالیایی: Ceresara) یک کومونه در ایتالیا است که در استان منتووا واقع شده‌است.

## خصوصیات
چره‌سارا ۳۷٫۸ کیلومترمربع مساحت و ۲٬۵۴۴ نفر جمعیت دارد.